# Yantaromyrmex
Genre
Yantaromyrmex est un genre fossile de fourmis de la sous-famille des Dolichoderinae et de la tribu des Leptomyrmicini. 

## Classification
Le genre est décrit pour la première fois en 2013 bien que des fossiles, datant du milieu de l'Éocène au début du Rupélien, aient été trouvés dès 1868.
Le genre compte actuellement cinq espèces décrites, Y. constrictus, Y. geinitzi, Y. intermedius, Y. mayrianum et Y. samlandicus. Les premiers spécimens ont été collectés en 1868 et étudiés par l'entomologiste autrichien Gustav Mayr (1830–1908), qui les a initialement rangé dans d'autres genres de fourmis jusqu'à ce qu'ils soient examinés à nouveau et classés dans leur propre genre en 2013 par Gennady Mikhaïlovitch Dlussky (d) (1937–2014) et Dmitry A. Dubovikoff (d),.

### Fossiles
Selon Paleobiology Database en 2023, le nombre de collections de fossiles de ce genre est de trente-quatre pour 53 occurrences :
- Oligocène : une collection d'Allemagne ;
- Éocène : une collection du Danemark, trois d'Allemagne, une de Lituanie, trois de Pologne, vingt-et-une de Russie et quatre de l'Ukraine[2].

### Présentation
Les fourmis du genre Yantaromyrmex sont petites, mesurant de 4 à 6 mm de longueur, et peuvent être caractérisées par leur capsule de forme trapézoïdale et par leurs yeux composés ovales qui sont situés légèrement à l'arrière des capsules, sans aucun ocelle connu.

## Distribution
Des individus de plusieurs espèces de Yantaromyrmex ont été trouvés, en Europe, sous forme d'inclusions dans quatre types d'ambre datant de l'Éocène moyen à l'Oligocène inférieur. L'ambre de la Baltique date d'environ 46 millions d'années et a été déposé au cours du Lutétien (Éocène moyen). Il existe un débat sur la famille de plantes qui a produit l'ambre, cependant les preuves actuelles tendent à désigner des ancêtres de plantes des genres Agathis ou Pseudolarix. L'ambre de Rivne, provenant de gisements situés dans la région de Rivne en Ukraine, légèrement plus jeune, est daté du Bartonien au Priabonien (Éocène supérieur). L'ambre de Bitterfeld est extrait des gisements de charbon de la région de Saxe en Allemagne. La datation des gisements est incertaine. Bitterfeld se situe à l'emplacement d'une partie de Paratéthys, la mer qui recouvrait la région à l'Éocène, et l'ambre récupéré dans la région pourrait s'être redéposé à partir de sédiments plus anciens. Les fossiles d'insectes provenant de l'ambre de Bitterfeld et de l'ambre de la Baltique sont très similaires et comprennent un certain nombre de mêmes espèces de fourmi. Ces similitudes suggèrent une seule et même source pour la forêt qui a produit l'ambre. Les dépôts d'ambre trouvés sur la côte danoise, souvent appelés ambre scandinave, ont le même âge que les trois autres ambres européens. Cependant, une étude publiée en 2009 des espèces de fourmis incluses dans cet ambre, indique qu'il s'agit de fourmis relativement distinctes de celles des trois autres ambres. Y. constricta et Y. geinitzi sont tous deux identifiés dans les quatre ambres européens, tandis que Y. samlandicus a été décrit à partir de fossiles d'ambres de la Baltique, de Bitterfeld et de Rovno. Y. intermedius et Y. mayrianum n'ont été trouvés que dans quelques fossiles. Dans un seul fossile d'ambre de Bitterfeld pour Y. intermedius, tandis que Y. mayrianum a été décrit à partir d'ambre de la Baltique et d'un fossile d'ambre de Rovno.

## Histoire et classification

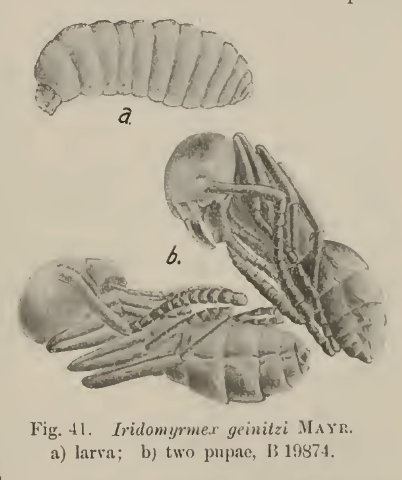
Larve et pupe de Y. geinitzi, illustration de William Morton Wheeler

Les spécimens types de Y. geinitzi et de Y. constrictus ont été collectés en 1868 et, lorsqu'ils ont été décrits pour la première fois, faisaient partie de la collection d'ambre de l'Université de Königsberg. Les fossiles ont été initialement étudiés par l'entomologiste autrichien Gustav Mayr qui a placé les deux espèces dans le genre Hypoclinea, désormais considéré comme un synonyme du genre Dolichoderus. Les descriptions des types de la nouvelle espèce faites par Gustav Mayr ont été publiés dans la revue Beiträge zur Naturkunde Preussens. Tous les syntypes de Y. samlandicus ont été collectés en 1915 et les 73 premiers décrits faisaient partie de la collection d'ambre de l'Université de Königsberg. Ces fossiles ont d'abord été étudiés par l'entomologiste américain William Morton Wheeler, dont la description du type « Iridomyrmex » samlandica a été publiée dans la revue Schriften der Physikalisch-Ökonomischen Gesellschaft zu Königsberg. En 1873, Karl Wilhelm von Dalla Torre, transfert Y. geinitzi et Y. constrictus du genre Hypoclinea au petit genre apparenté Bothriomyrmex. Dans son article intitulé The ants of Baltic Amber publié en 1915, Wheeler suggère que les deux espèces ainsi que la nouvelle nommée « I. » samlandica seraient mieux placées dans le genre Iridomyrmex et note que Y. geinitzi est l'une des espèces de fourmis les plus abondantes dans l'ambre de la Baltique parmi celles qu'il a étudiées.
Wheeler base sa classification sur la structure des palpes labiaux et maxillaires. Cette classification n'est pas contestée jusqu'à ce que le genre soit révisé, redéfini et divisé en 1992 par Steven Shattuck. Lors de cette révision, Iridomyrmex est divisé en un groupe de genres plus restreint tandis que les autres espèces qui ne correspondent pas à la définition de ce genre sont déplacées vers d'autres genres. À ce moment-là, Shattuck conserve provisoirement Y. geinitzi dans le genre Iridomyrmex en invoquant un manque de spécimens à étudier, alors que Y. constrictus et Y. samlandicus sont transférés dans le genre Anonychomyrma. La classification de Y. geinitzi est conservée jusqu'en 2011, lorsque Shattuck et Brian Heterick examinent à nouveau Iridomyrmex. Avec plus de fossiles à étudier et en se basant sur un certain nombre de caractères, Y. geinitzi est également déplacé dans le genre Anonychomyrma. Les trois espèces sont de nouveau examinées, cette fois en 2013. Les espèces sont examinées par des entomologistes russes, G.M. Dlussky et D.A. Dubovikoff, qui concluent que les trois espèces, ainsi que deux espèces anonymes, sont distinctes de Anonychomyrma et de Iridomyrmex. Sur la base des différences constatées, Dlussky et Dubovikoff érigent le nouveau genre Yantaromyrmex en 2013 pour ces fourmis et décrivent deux nouvelles espèces, Y. intermedius et Y. mayrinaum. Le nom est une combinaison du mot russe янтарь, translittéré en « yantar », qui signifie « ambre » et du grec μυρμήγκα qui signifie « fourmi ». Ils notent que le nouveau nom d'espèce intermedius est dérivé du mot latin de même orthographe, qui signifie « intermédiaire ». Ils ont choisi le nom de mayrianum pour rendre hommage à Gustav Mayr pour son apport à la myrmécologie.

## Description
Le genre se caractérise par des ouvrières qui ont des capsules de forme trapézoïdale, se rétrécissant à l'avant et s'élargissant vers l'arrière de la capsule. Les ovales des yeux composés sont généralement placés légèrement à l'arrière des capsules, et sont totalement dépourvus d'ocelles. Les mandibules ont un certain nombre de dents le long du bord masticatoire (la partie médiane des mandibules) et une forme générale triangulaire. L'abdomen a une première sclérite plate qui ne couvre pas le pétiole (deuxième segment abdominal), un quatrième sternum abdominal plat.

### Yantaromyrmex constrictus

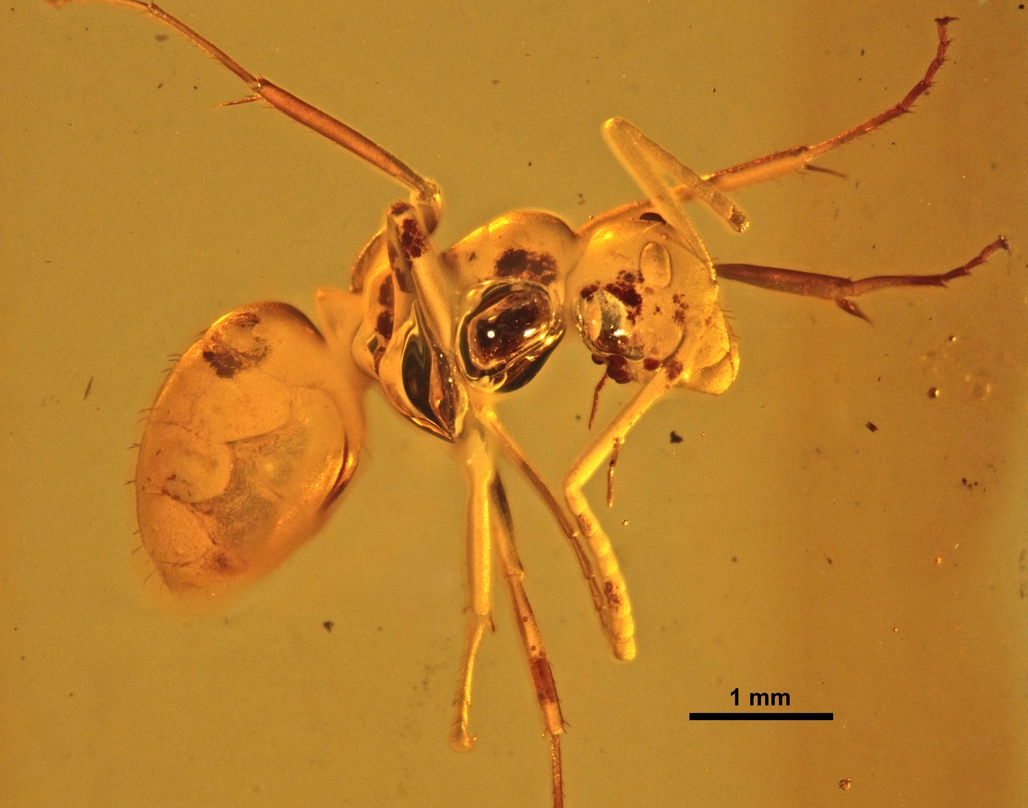
Ouvrière Y. constrictus

Globalement Y. constrictus se distingue de son congénère Y. geinitzi de plusieurs façons. Les individus Y. geinitzi  sont globalement plus graciles avec un mésothorax moins resserré et le mésonome a un aspect moins convexe. Les spécimens de Y. constrictus ont des palpes maxillaires (système sensoriel) à six articulations, des palpes labiaux à quatre articulations et un corps abondamment velu. Les antennes ont un scape (le premier segment de l'antenne) qui passe à l'arrière de la capsule céphalique, aussi bien pour les ergatomorphes (mâles) que les ouvrières femelles. Les ergatomorphes ont des yeux plus grands et plus arrondis que les ouvrières, les antennes sont globalement plus longues que chez les ouvrières. Les mâles et les ouvrières ont un abdomen à cinq segments, ces premiers se distinguent par des stipites (le deuxième segment du maxillaire) légèrement saillantes à la pointe du cinquième segment.

### Yantaromyrmex geinitzi
Globalement Y. geinitzi se distingue de son congénère Y. constrictus de plusieurs façons. Les individus Y. geinitzi sont globalement plus graciles avec un mésothorax moins resserré et le mésonome a un aspect moins convexe. Les spécimens de Y. geinitzi ont des palpes maxillaires à six articulations, des palpes labiaux à quatre articulations, et la bordure du clypéus est indentée au centre. Il est à noter que les pupes auxquelles Wheeler fait référence ne possèdent pas de cocon contrairement aux larves modernes de certaines sous-familles de fourmis qui vont faire un cocon avant de se transformer en pupes. les yeux de Y. geinitzi sont placés plus à l'avant et sur les côtés de la capsule céphalique que chez les espèces Iridomyrmex. La forme de Y. geinitzi, désigne l'espèce comme habitant plutôt surface des sols, mais les scientifiques suggèrent que ces fourmis habitaient les arbres, résidant dans des épiphytes et du matériel végétal mort (comme des branches).

### Yantaromyrmex intermedius
Le seul exemplaire de Y. intermedius mesure 4,5 mm, est entouré de fissures et de tâches de moisissure blanche. Le retrait derrière le propodéum (le premier segment abdominal) est profond, la connexion entre le segment et le thorax est large et recouverte par les rides de l'exosquelette. Le propodeum a un aspect angulaire avec un coin arrondi vu de côté. C'est ceci qui différencie Y. intermedius de Y. geinitzi et de Y. mayrianum. Les pattes de Y. intermedius sont généralement dépourvus de poils alors que le mésosome et la tête ne présentent que quelques poils épars sur la surface supérieure.  C'est différent du beaucoup plus poilu Y. constrictus qui a toujours de nombreux poils dressés sur le corps et les jambes.

### Yantaromyrmex mayrianum

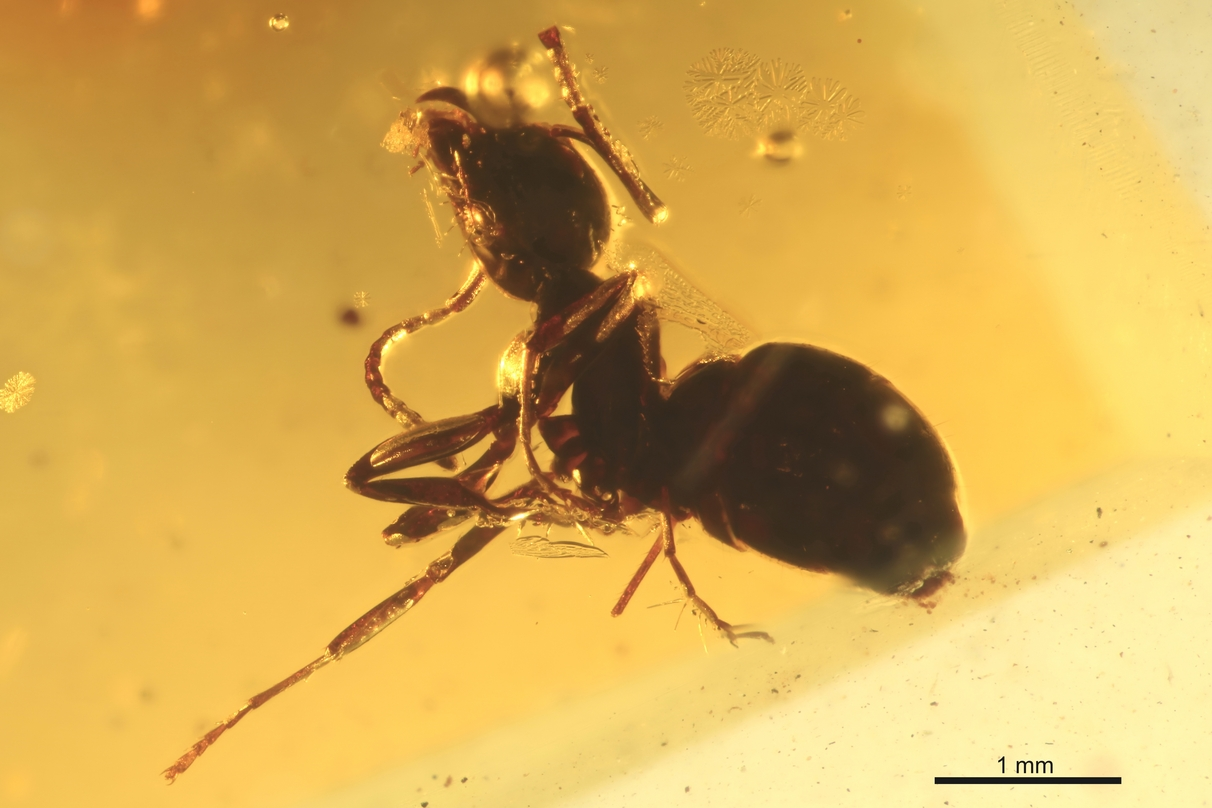
Ouvrière Y. samlandicus

Les ouvrières Y. mayrianum ont une longueur approximative de 4 à 5 mm et ressemblent à celles de Y. geinitzi. pour les deux espèces, le retrait derrière le premier segment abdominal est plus large et moins profond que celui des espèces  Y. constrictus ,  Y. samlandicus  et  Y. intermedius . De plus, contrairement aux trois autres espèces, la surface des premiers segments abdominaux est lisse et non sculptée. Y. mayrianum se distingue de  Y. geinitzi  par la quantité de poils présents sur le corps des ouvrières. Y. marianum présente des poils dressés et abondants et qui recouvrent tout le corps, sur la face inférieure de la capsule céphalique, ainsi que sur le bord des yeux et le dessous des pattes. À contrario, les ouvrières Y. geinitzi ont le tour des yeux et des pattes lisses et une implantation éparse de poils sur le mésosome, les derniers segments de l'abdomen et le long de la face supérieure de la tête.

### Yantaromyrmex samlandicus
Les spécimens de Y. samlandicus possèdent des palpes maxillaires à six articulations, des palpes labiaux à quatre articulations et longueur totale comprise entre 5,5 et 6,0 mm. Les antennes possèdent chacune douze segments et une scape qui se courbe à la base. Le thorax a un profil plus étroit que la capsule céphalique, atteignant sa largeur maximale dans le prothorax large et aplati. Le pétiole est particulièrement large et court, avec un nœud haut qui a une pointe arrondie sur le dessus. Les spécimens de Y. samlandicus ont une ponctuation fine à grossière (petites taches) sur la tête et le thorax et une coloration noire, bien que certains spécimens aient une teinte rougeâtre des pattes ou des antennes.

### Publication originale
- [2013] (en) G. M. Dlussky et D.A. Dubovikoff, « Yantaromyrmex gen. n. – a new ant genus (Hymenoptera: Formicidae) from Late Eocene ambers of Europe », Caucasian Entomological Bulletin, vol. 9, no 2,‎ 2013, p. 305-314 (ISSN 1814-3326 et 2713-1785, DOI 10.23885/1814-3326-2013-9-2-305-314). .